# Bourj Sporting Club
Al-Bourj FC es un equipo de fútbol de Líbano que milita en la Tercera División de Líbano, la tercera liga de fútbol más importante del país.

## Historia
Fue fundado en el año 1957 en la capital Beirut y nunca han sido campeones de la Primera División de Líbano, en la cual no juegan desde su descenso en la temporada 2002/03. Su logro más importante hasta el momento ha sido ganar la Copa de Líbano en la temporada 1992/93, en la cual vencieron en la final al Homenetmen Beirut 4-1.
A nivel internacional han participado en 1 torneo continental, la Recopa de la AFC 1994-95, en la cual fueron eliminados en la primera ronda por el Al-Shaab CSC de los Emiratos Árabes Unidos.

## Palmarés
- Copa de Líbano: 1

1992/93

## Participación en competiciones de la AFC
| Temporada | Torneo           | Ronda | Club         | Resultado |
| --------- | ---------------- | ----- | ------------ | --------- |
| 1994/95   | Recopa de la AFC | 1     | Al-Shaab CSC | 0-1, 1-4  |

## Jugadores destacados
| - Hassan Rahal - Ali Rahal - Hossien Rahal | - Abbas Ali Atwi - Ali Mtairik - Joud Rahal |